# La Punta (Valencia)
La Punta es un barrio de la ciudad de Valencia (España) situado en el distrito de Quatre Carreres. Se encuentra en el extrarradio de la ciudad y limita al norte con la Ciudad de las Artes y las Ciencias, al sur con Castellar-Oliveral y Pinedo, al este con Nazaret y al oeste con Fuente San Luis y Malilla. Su población en 2022 era de 2769 habitantes.

## Toponimia
El primer nombre del que se tiene noticia para esta zona es el de Punta d'En Silvestre (en español Punta de don Silvestre), que acabó reduciéndose a La Punta.

## Historia

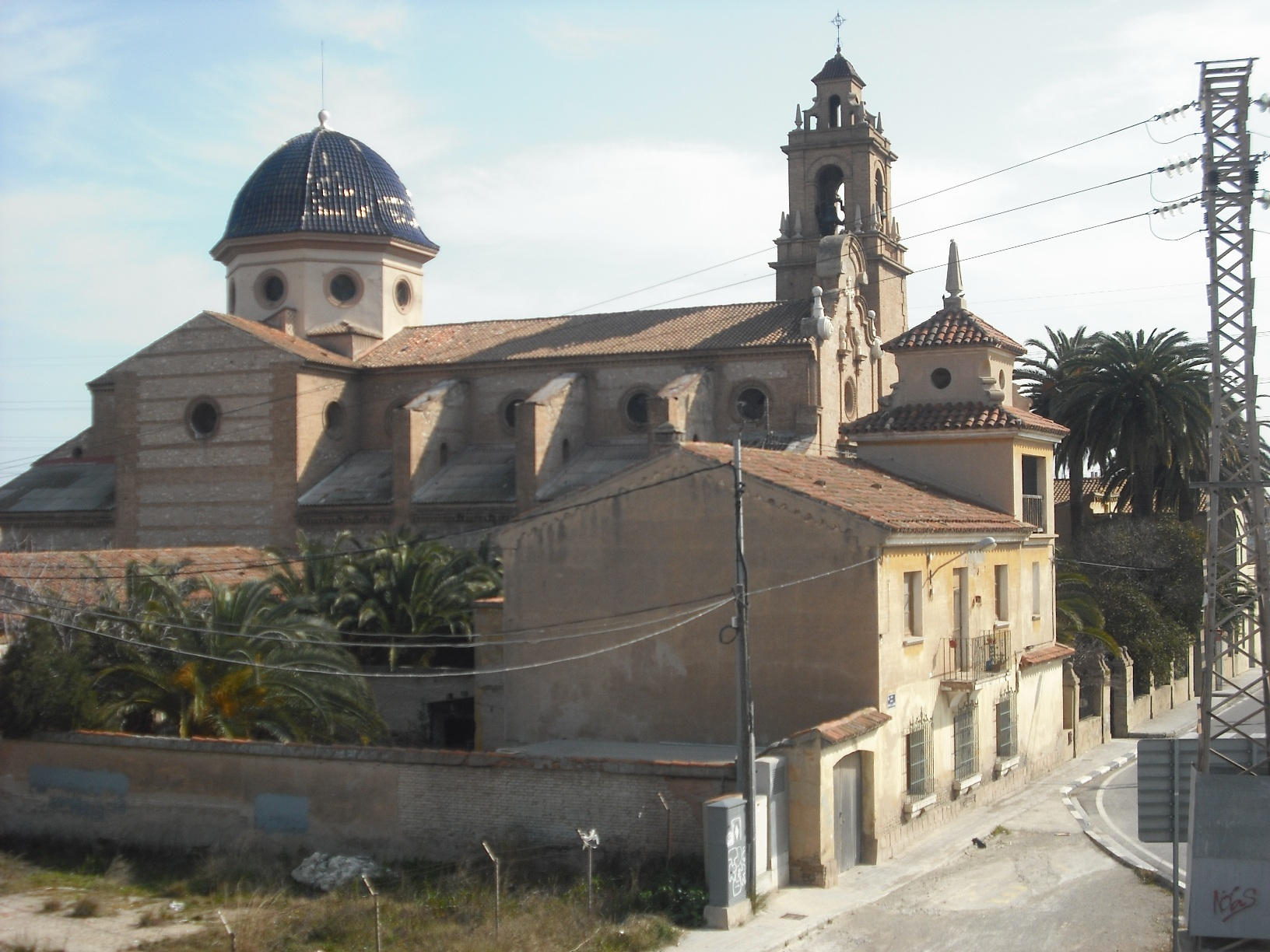
Iglesia de la Concepción.

Las primeras referencias a la Punta d'En Silvestre datan del siglo XV. Se ha tratado históricamente de una zona de huertas y de paso entre Nazaret y Monteolivete y aún hoy no tiene un urbanismo claro. Su iglesia se comenzó a construir en 1905. En 1877 La Punta, junto con todo el territorio del antiguo municipio de Ruzafa, pasó a formar parte del término municipal de Valencia.

## Política
La Punta depende del ayuntamiento de Valencia en consideración de barrio del distrito de Quatre Carreres (en español Cuatro Carreras). Sin embargo, dada su condición de poblamiento rural, cuenta, de acuerdo con las leyes estatales y autonómicas pertinentes, con un alcalde de barrio que se encarga de velar por el buen funcionamiento del barrio y de las relaciones cívicas, firmar informes administrativos y elevar al ayuntamiento de la ciudad las propuestas, sugerencias, denuncias y reclamaciones de los vecinos. Su alcaldía pedánea, se encuentra en la Avenida Jesús Morante Borràs n.º 176.
| Periodo   | Nombre                                                                 | Partido |
| --------- | ---------------------------------------------------------------------- | ------- |
| 1979-1983 | Fernando Martínez Castellano (1979) Ricard Pérez Casado (1979-1983)    |         |
| 1983-1987 | Ricard Pérez Casado                                                    |         |
| 1987-1991 | Ricard Pérez Casado (1987-1988) Clementina Ródenas Villena (1988-1991) |         |
| 1991-1995 | Rita Barberá Nolla                                                     |         |
| 1995-1999 | Rita Barberá Nolla                                                     |         |
| 1999-2003 | Rita Barberá Nolla                                                     |         |
| 2003-2007 | Rita Barberá Nolla                                                     |         |
| 2007-2011 | Rita Barberá Nolla                                                     |         |
| 2011-2015 | Rita Barberá Nolla                                                     |         |
| 2015-2019 | Joan Ribó i Canut                                                      |         |
| 2019-2023 | Joan Ribó i Canut                                                      |         |

## Transportes
La Punta está atravesada por la CV-500 de norte a sur y la V-30 de este a oeste. La atraviesa también la vía del ferrocarril Valencia-Barcelona, situándose al sur del barrio la práctica totalidad de las infraestructuras de la Estación de Valencia-Fuente San Luis.
Por La Punta pasan cuatro líneas de autobús, la 14 (Pinedo/Forn d'Alcedo - Marqués de Sotelo) que discurre por la Carretera d'En Corts, la 15 (Marqués de Sotelo - Pinedo) que pasa por la Avenida Jesús Morante Borràs, Camino de La Punta al Mar, Camino Canal y Calle Barraques del Figuero y la 95 (Hospital General - Parc de Capçalera - Ciutat de les Arts i les Ciències), que efectúa parada en la calle del Profesor Primo Yúfera. Todas estas líneas pertenecen a la EMT Valencia. La otra línea es de Metrobús, la 190 (Valencia - El Perelló). En periodo estival, esta línea deja de pasar por La Punta, sustituida por la 191 (Valencia - Gavines).

## Patrimonio

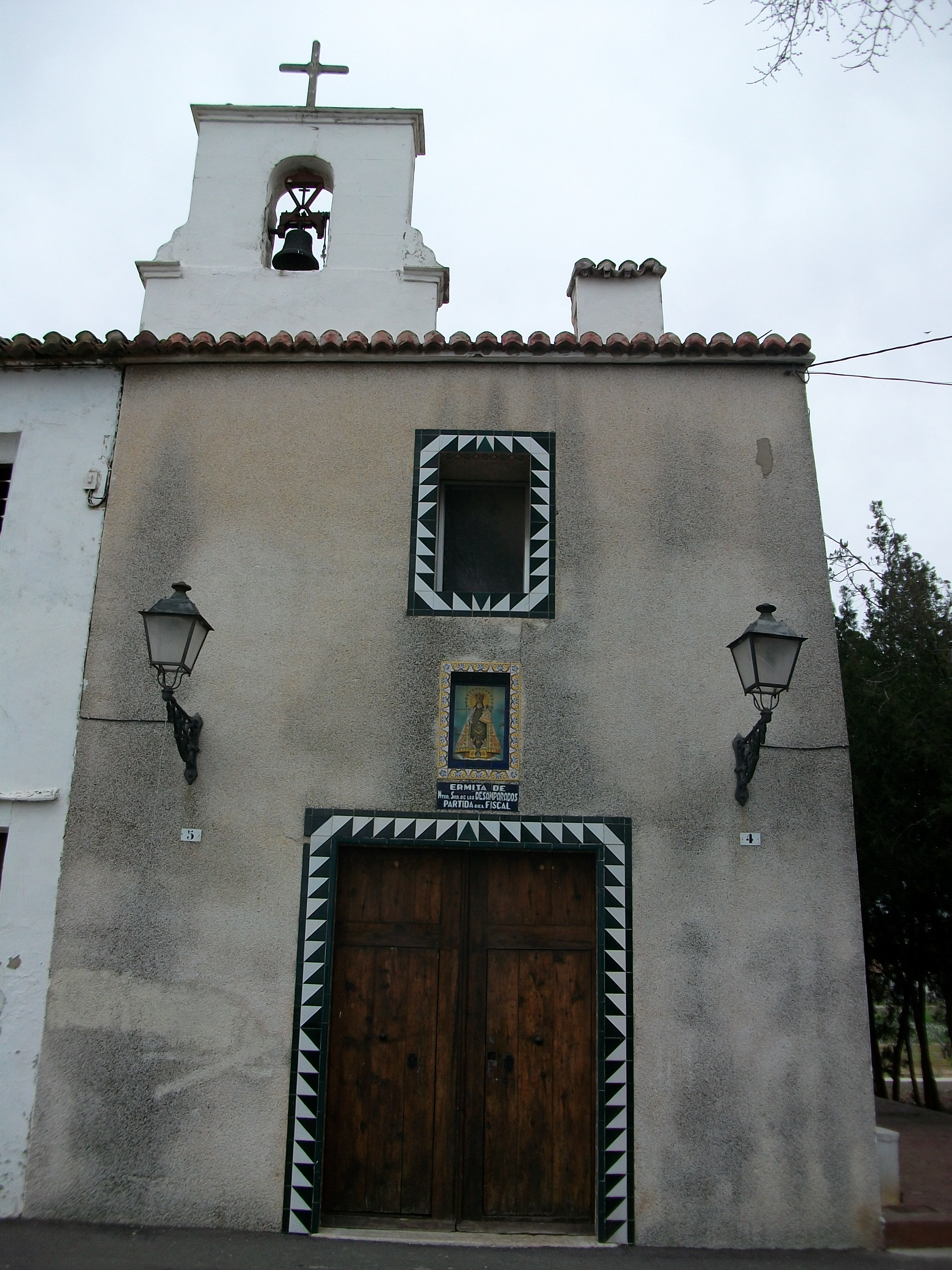
Ermita del Fiscal, en la huerta de La Carretera Font D'en Corts.

- Iglesia parroquial de la Purísima Concepción:[8] Se comenzó a construir en 1908 según los planos de Francisco Mora Berenguer. Destaca la esbeltez de su cúpula y de su torre-campanario, obra esta última de Mauro Lleó. Fue declarada parroquia en 1942 por decreto del entonces arzobispo de Valencia, Prudencio Melo, y existe en su jardín desde 1963 un pequeño monumento a su primer párroco, Ranulfo Roig Pascual.[2]
- Ermita del Fiscal: Se trata de una pequeña ermita huertana, dedicada a la Virgen de los Desamparados. Esta aneja a la finca del Fiscal, de la cual ha tomado el nombre, y se sitúa en las cercanías de la antigua carrera de En Corts. Se restauró en 1983.[9]

## Fiestas
- Fallas: del 15 al 19 de marzo. Hay una única comisión llamada Falla Jesús Morante Borràs - Caminot (La Punta).[10]
- Fiesta de la Virgen de los Desamparados (Festa a la Verge dels Desamparats): Celebrada normalmente el tercer domingo de mayo.[11]
- Fiestas patronales (Festes Patronals): Celebrada el último domingo de agosto en honor a la Purísima Concepción y a San Miguel.[12]